# Passé antérieur en français

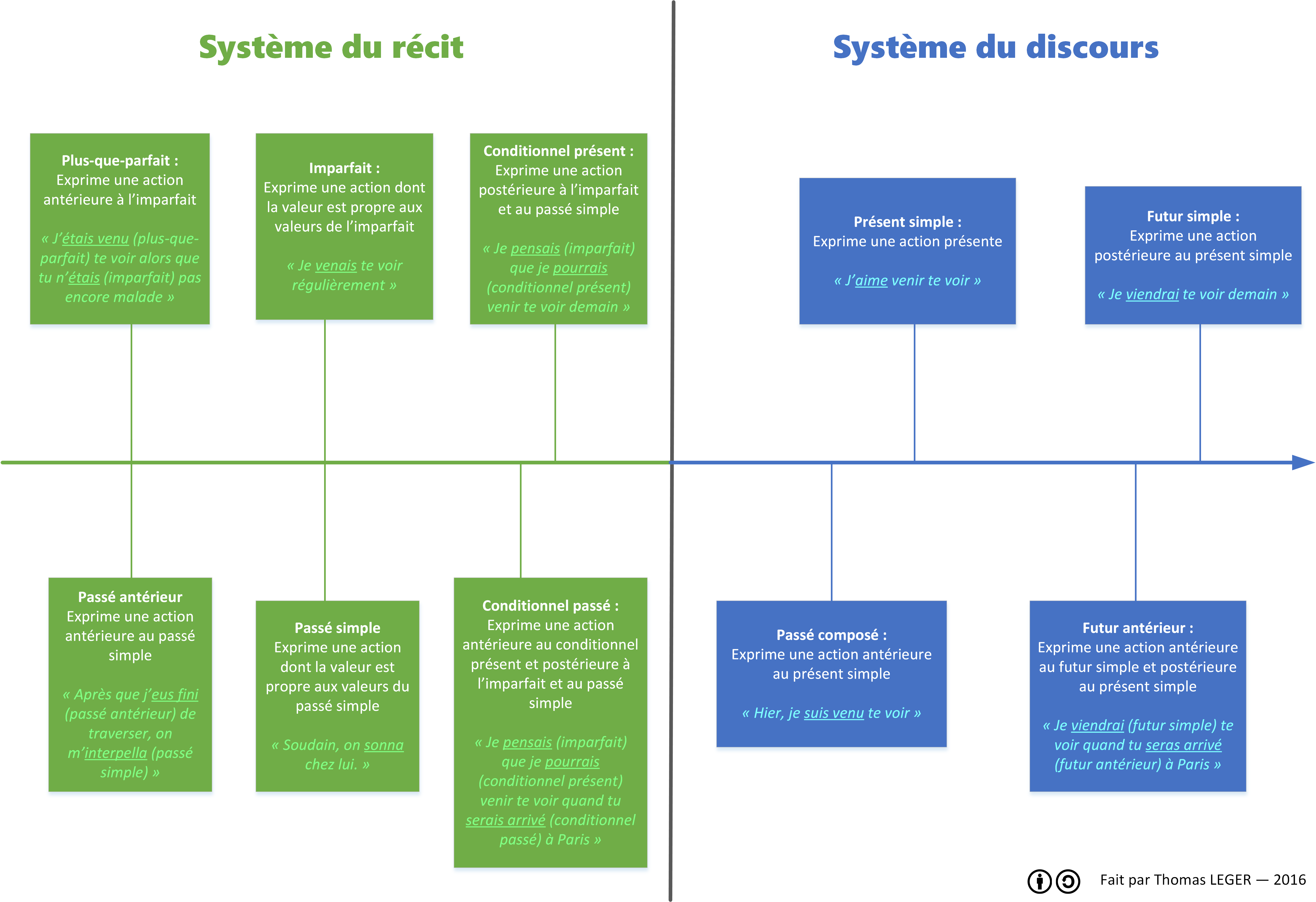
Fonctionnement des temps à l'indicatif.

Le passé antérieur est un tiroir verbal de la conjugaison des verbes français. Il s'agit d'un temps composé du mode indicatif.

## Utilisation
Le passé antérieur exprime une action antérieure à un passé simple. Exemple : Dès qu'il eut fini de parler, il partit. Il exprime aussi une action juste après une autre : cela s'appelle une action achevée.

## Conjugaison
Le passé antérieur se construit avec les verbes auxiliaires être ou avoir (comme dans le passé composé) au passé simple suivi du participe passé du verbe.

### Verbes du deuxième groupe
j'eus fini
tu eus fini
il, elle, on eut fini
nous eûmes fini
vous eûtes fini
ils eurent fini

### Verbes du troisième groupe

#### Verbe courir (auxiliaire avoir)
j'eus couru
tu eus couru
il eut couru
nous eûmes couru
vous eûtes couru
ils eurent couru

### Avoir
j'eus eu
tu eus eu
il, elle, on eut eu
nous eûmes eu
vous eûtes eu
ils eurent eu

### Être
j'eus été
tu eus été
il, elle, on eut été
nous eûmes été
vous eûtes été
ils eurent été

## Le passé antérieur dans les langues romanes
Les autres langues romanes disposent d'un passé antérieur semblable à celui du français :
- En cuanto el delincuente hubo salido del cuarto, la víctima se puso a llorar (espagnol).
- Dès que le délinquant fut sorti de la chambre, la victime se mit à pleurer (français).
- Appena il delinquente fu uscito dalla stanza, la vittima si mise a piangere (italien).
- Tot just quan el delinqüent va haver sortit de la cambra, la víctima va esclafir a plorar (catalan).

Comme on le voit sur ces exemples, l'auxiliaire n'est pas toujours le même selon la langue : « sortir » se conjugue avec « être » en français et en italien, mais avec « avoir » en espagnol et en catalan.
Pour une comparaison, on présente ici la conjugaison du verbe dormir :
| espagnol                   | français         | italien             | catalan                                              |
| -------------------------- | ---------------- | ------------------- | ---------------------------------------------------- |
| yo hube dormido            | j'eus dormi      | io ebbi dormito     | jo vaig haver dormit jo haguí dormit                 |
| tú hubiste dormido         | tu eus dormi     | tu avesti dormito   | tu vas haver dormit tu hagueres dormit               |
| él hubo dormido            | il eut dormi     | egli ebbe dormito   | ell va haver dormit ell hagué dormit                 |
| nosotros hubimos dormido   | nous eûmes dormi | noi avemmo dormito  | nosaltres vam haver dormit nosaltres haguérem dormit |
| vosotros hubisteis dormido | vous eûtes dormi | voi aveste dormito  | vosaltres vau haver dormit vosaltres haguéreu dormit |
| ellos hubieron dormido     | ils eurent dormi | essi ebbero dormito | ells van haver dormit ells hagueren dormit           |